# Luna (gmina)
Luna – gmina w Rumunii, w okręgu Kluż. Obejmuje miejscowości Gligorești, Luna i Luncani. W 2011 roku liczyła 4268 mieszkańców.